# Lars-Henrik Friis Molin
Lars-Henrik Friis Molin, född 1963, var grundare och huvudägare till medie- och kommunikationskoncernen Universum till och med maj 2018 när det såldes till den tyska media koncernen Axel Springer. 
Lars-Henrik Friis Molin är civilekonom och alumni från Handelshögskolan i Stockholm. 1986-87 var han vice ordförande i Fria Moderata Studentförbundet.
Han har som entreprenör grundat ett flertal och sålt företag såsom Jobline och Campuz Mobile. Han äger även Nova 100, ett globalt rekryteringsföretag med fokus på att koppla ihop talangfulla studenter med potentiella arbetsgivare. Genom åren har han även grundat CareerTV, Agentum, TalentInc och även varit medgrundare i UBI Global. 